# Psalm 126
Psalm 126 is de 126e psalm in Psalmen uit de Hebreeuwse Bijbel. Het is een van de bedevaartspsalmen.

## Muziek
Psalm 126 is in het Nederlands meermaals berijmd op de melodieën van het Geneefse Psalter (berijming van 1773, berijming van 1967, De Nieuwe Psalmberijming).

### Brahms
Johannes Brahms citeert Psalm 126:5-6 in het openingskoor van Ein deutsches Requiem (Selig sind, die da Leid tragen).

### Philip Glass
Philip Glass schreef in 1998 een toonzetting voor Psalm 126. Het werk behoort tot de minimal music en is geschreven voor spreekstem, koor (zonder tekst) en orkest. De compositie duurt nauwelijks vier minuten (een unicum voor Glass). Het begin van de compositie lijkt sterk op muziek van John Coolidge Adams.
De compositie is geschreven voor de vijftigste verjaardag van de stichting van de staat Israël, uit te voeren op een speciaal concert in het Lincoln Center in New York, tevens een benefietconcert voor de Jerusalem Foundation. Het American Symphony Orchestra onder leiding van Leon Botstein verzorgde de première.
1 · 2 · 3 · 4 · 5 · 6 · 7 · 8 · 9 · 10 · 11 · 12 · 13 · 14 · 15 · 16 · 17 · 18 · 19 · 20 · 21 · 22 · 23 · 24 · 25 · 26 · 27 · 28 · 29 · 30 · 31 · 32 · 33 · 34 · 35 · 36 · 37 · 38 · 39 · 40 · 41 · 42 · 43 · 44 · 45 · 46 · 47 · 48 · 49 · 50 · 51 · 52 · 53 · 54 · 55 · 56 · 57 · 58 · 59 · 60 · 61 · 62 · 63 · 64 · 65 · 66 · 67 · 68 · 69 · 70 · 71 · 72 · 73 · 74 · 75 · 76 · 77 · 78 · 79 · 80 · 81 · 82 · 83 · 84 · 85 · 86 · 87 · 88 · 89 · 90 · 91 · 92 · 93 · 94 · 95 · 96 · 97 · 98 · 99 · 100 · 101 · 102 · 103 · 104 · 105 · 106 · 107 · 108 · 109 · 110 · 111 · 112 · 113 · 114 · 115 · 116 · 117 · 118 · 119 · 120 · 121 · 122 · 123 · 124 · 125 · 126 · 127 · 128 · 129 · 130 · 131 · 132 · 133 · 134 · 135 · 136 · 137 · 138 · 139 · 140 · 141 · 142 · 143 · 144 · 145 · 146 · 147 · 148 · 149 · 150 · 151